# الزاهرة (الرقة)
الزاهرة قرية سورية تتبع ناحية مركز الرقة في منطقة مركز الرقة في محافظة الرقة. بلغ عدد سكانها 461 نسمة في عام 2004 حسب إحصاء المكتب المركزي للإحصاء.